# Науру на Летњим олимпијским играма 1996.
Науру је први пут учествовао на Летњим олимпијским играма одржаним 1996. године у Атланти, САД. 
Науру је представљала делегација од тројице спортиста који су се такмичили у дизању тегова.
На свечаној церемонији отварања Летњих олимпијских игара 1996., заставу Науруа носио је дизач тегова Маркус Стивен. 
Спортисти Науруа нису освојили ниједну медаљу, а најбољи пласман имао je Квинси Детенамо освајањем 20 места у дизању тегова у категорији до 76 кг. 

## Учешће спортиста Науруа по дисциплинама
| Спорт         | Мушкарци | Жене | Укупно |
| ------------- | -------- | ---- | ------ |
| Дизање тегова | 3        | 0    | 3      |
| Укупно (1)    | 3        | 0    | 3      |

## Дизање тегова

### Мушкарци
| Текмичар        | Дисциплина | Трзај        | Трзај        | Избачај      | Избачај      | Укупно       | Пласман      | Детаљи |
| Текмичар        | Дисциплина | Резултат     | Пласман      | Резултат     | Пласман      | Укупно       | Пласман      | Детаљи |
| --------------- | ---------- | ------------ | ------------ | ------------ | ------------ | ------------ | ------------ | ------ |
| Маркус Стивен   | -59 кг     | Није завршио | Није завршио | Није завршио | Није завршио | Није завршио | Није завршио |        |
| Квинси Детенамо | -76 кг     | 110          | 22           | 142,5        | 20           | 252          | 20 / 24      |        |
| Gerard Garabwan | -91 кг     | 115          | 24           | 150          | 24           | 265          | 24 / 25      |        |